# Апартаменти Борджіа

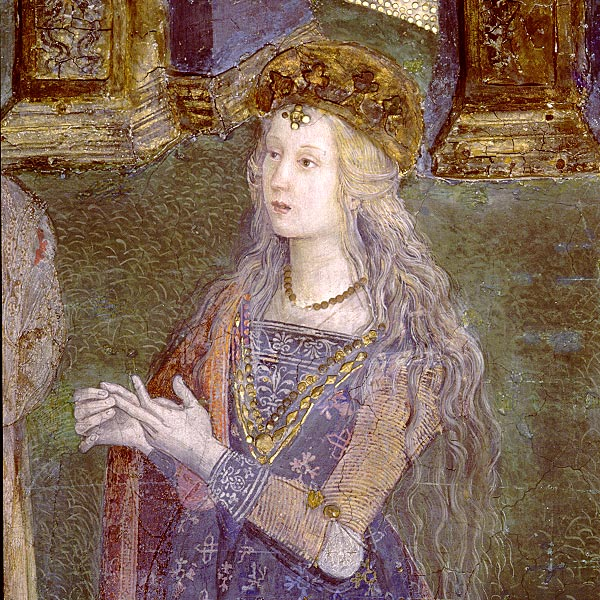
Лукреція Борджіа в образі св. Катерини Олександрійської

Апартаменти Борджіа італ. Appartamento Borgia) — апартаменти папи Олександра VI (Родріго де Борджіа ), розташовані поверхом нижче станц Рафаеля. Ця частина палацу Миколи V була перебудована в кінці XV ст.  під особисті апартаменти Олександра VI і в 1490-х рр. прикрашена розписами Бернардіно Пінтуріккьо і художників його майстерні. Після смерті Олександра VI, папи не захотіли більше жити в цих приміщеннях, і вони були надовго покинуті. У 1816 р. за наказом Пія VII тут розмістили картини, повернуті з Парижу після падіння Наполеона, а при Леві XIII апартаменти були відреставровані та відкриті для публіки.

## Зали
Зали отримали назви за сюжетами розписів: В Залі сивіли (Sala de Sibille) Чезаре Борджіа наказав убити Альфонсо д'Арагонаа, чоловіка його сестри Лукреції, щоб дати їй можливість вийти заміж за герцога Ферарського. Зал знаходиться в Башті Борджіа, прикрашений фігурами Сивіли і пророків, а також астрологічними символами семи планет.

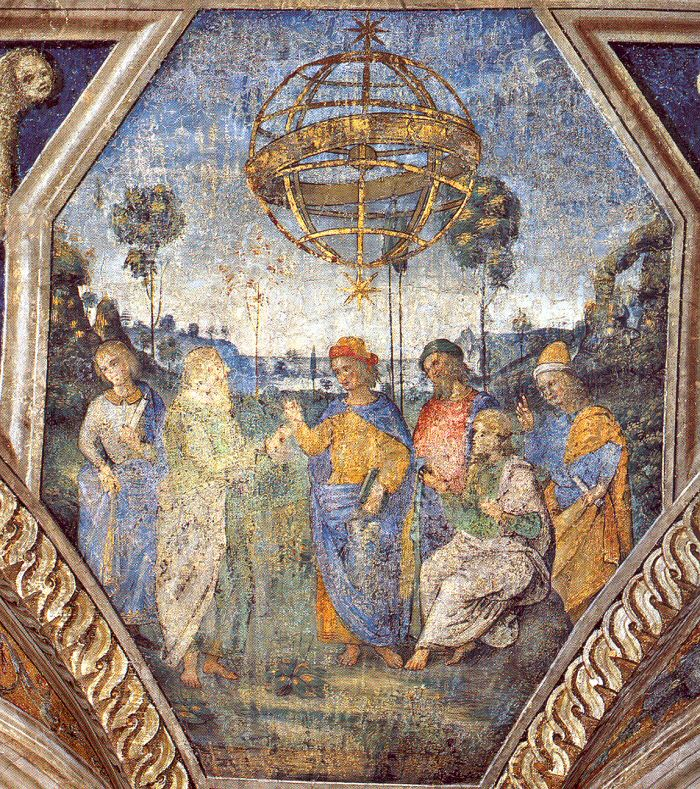
Алегория астрології
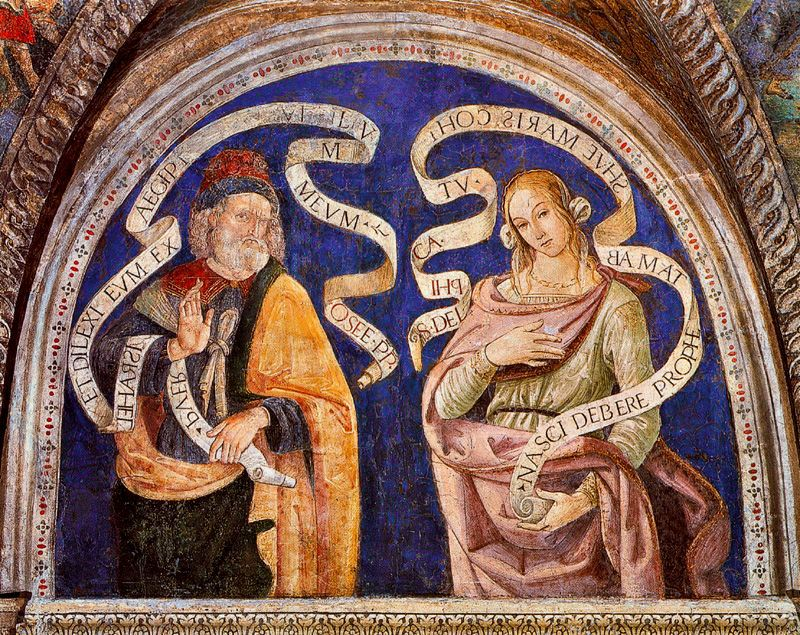
Пророк Осія та дельфійска  сивілла
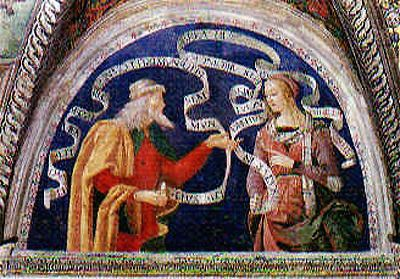
Пророк Даниїл та еритрейска  сивілла

Зал таїнств віри (Sala dei Misteri della Fede): представлено 7 таїнств з життя Христа і Марії. Він прикрашений фресками Благовіщення, Різдва, Поклоніння волхвів, Воскресіння, Вознесіння, Зіслання Святого Духа, Вознесіння Марії.

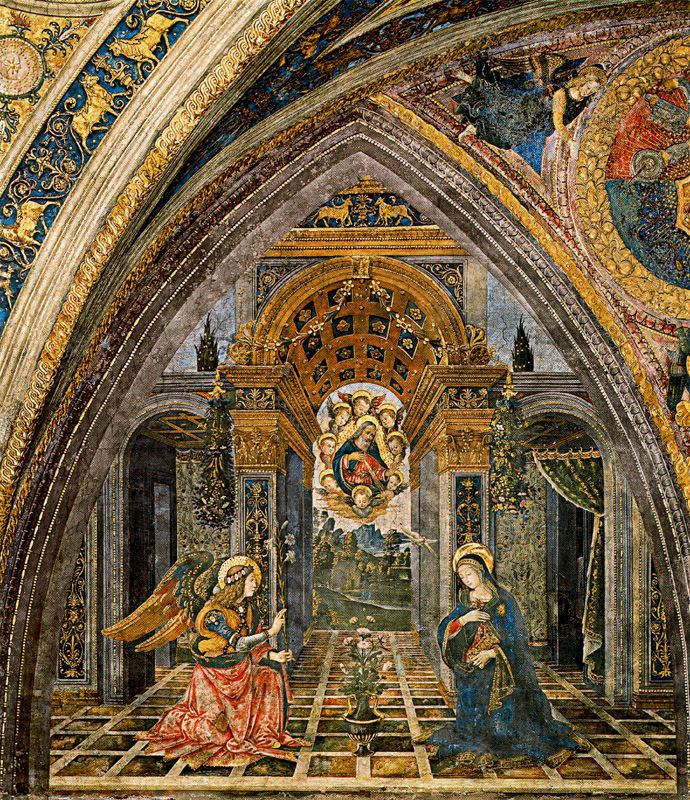
Благовещення
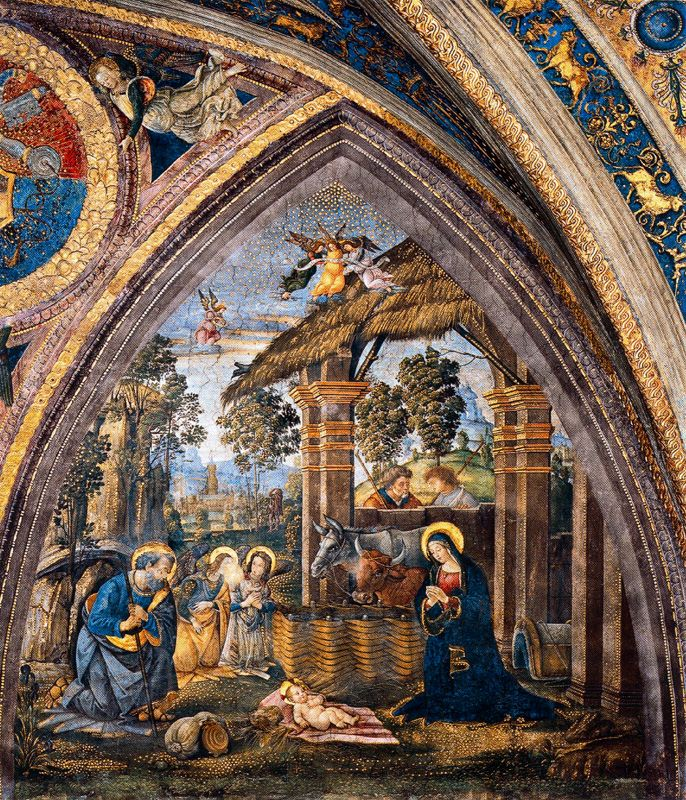
Різдво
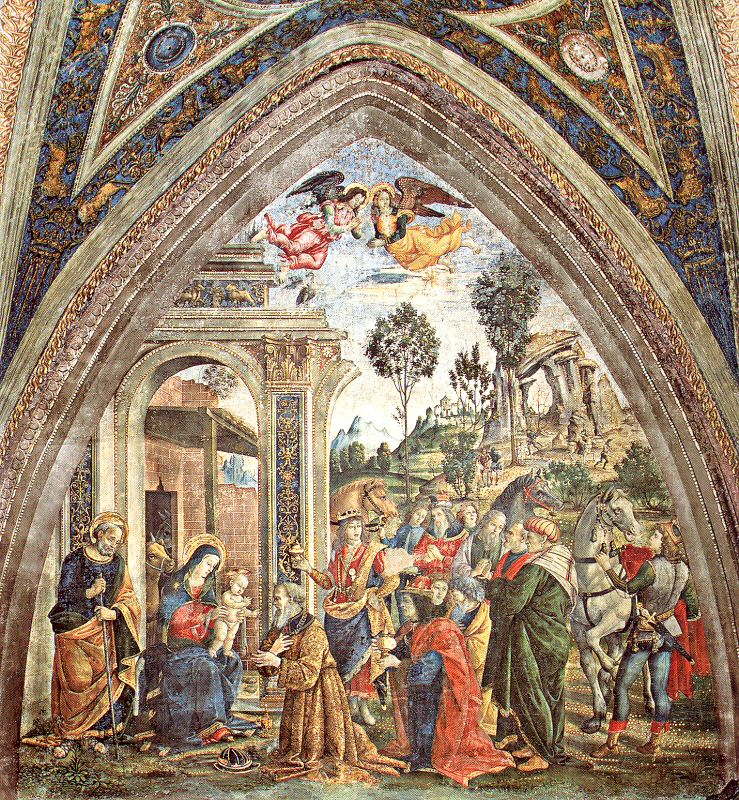
Поклоніння волхвів
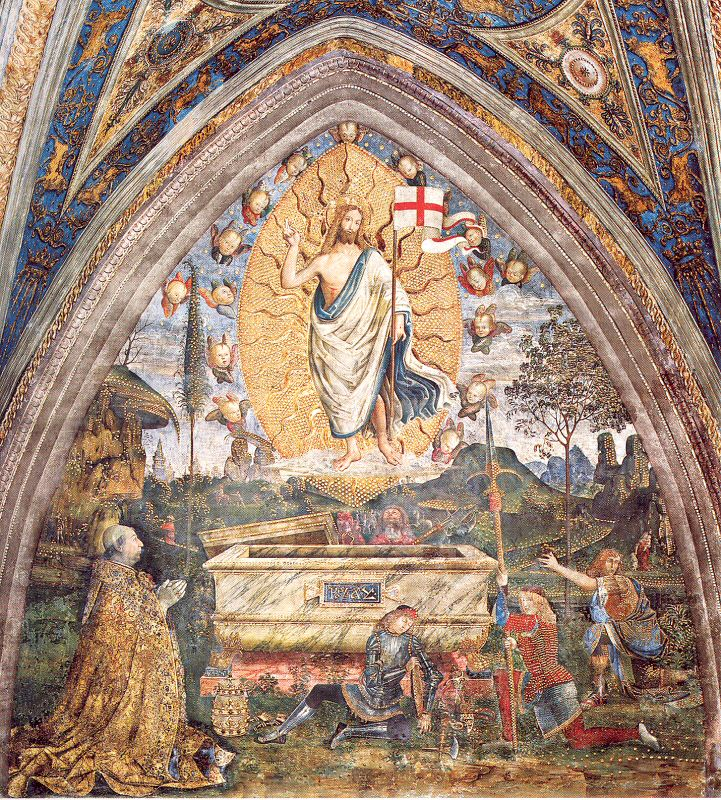
Воскресіння (з Олександром VI)
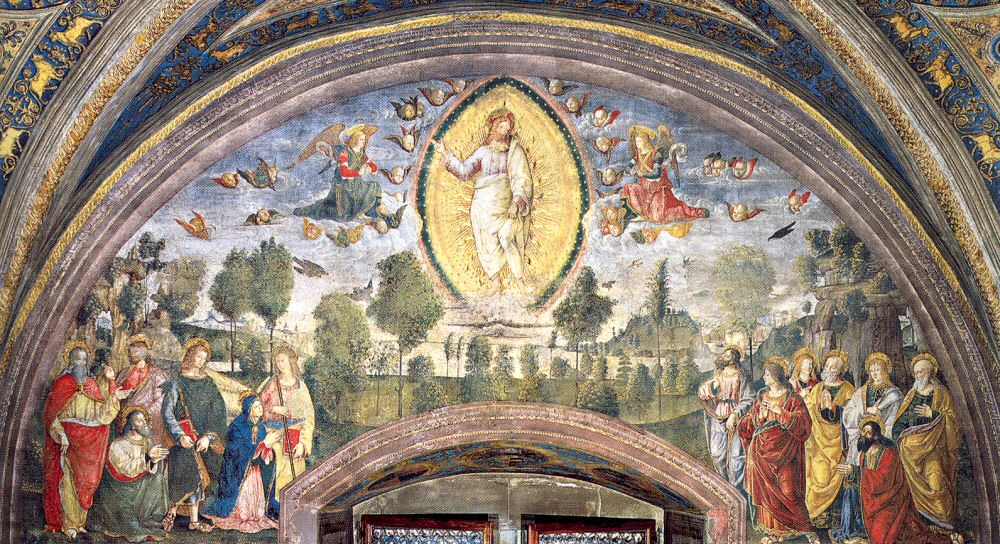
Вознесіння
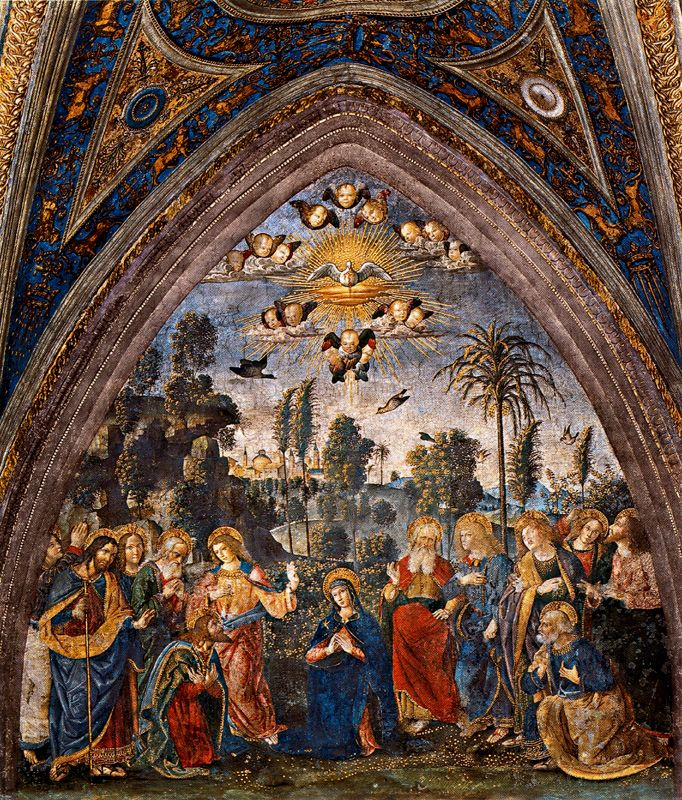
Зіслання Святого Духа
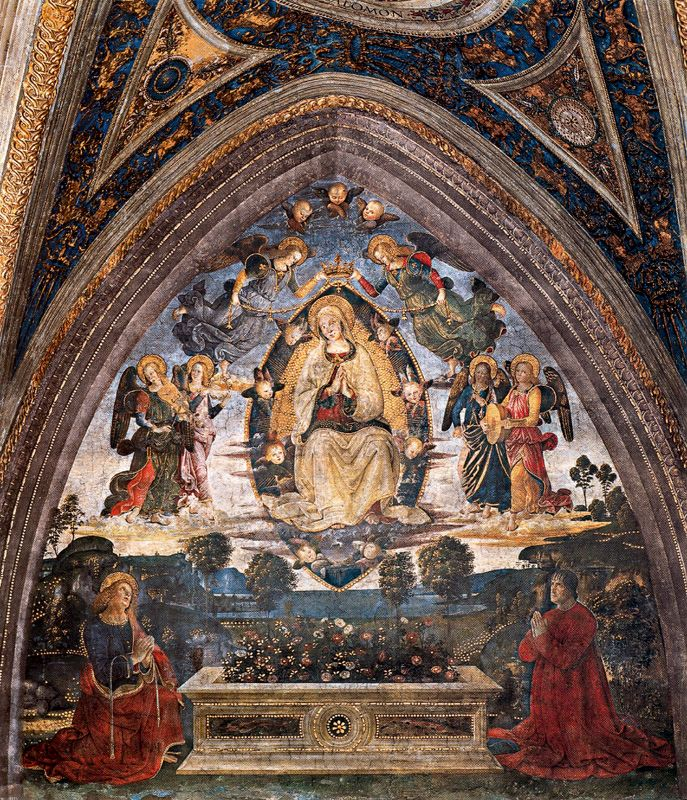
Успіння Богородиці

Зал святих (Sala dei Santi) майже цілком розписаний самим Пінтуріккьо. Сюжети розписів — сцени з життя святих: Відвідування Марії Єлизаветою, Зустріч святих Антонія Абата і Павла пустельника в пустелі, Мучеництво св. Себастьяна, Диспут св. Катерини Олександрійської з філософами перед імператором Максиміліаном, св. Сусанна, Мучеництво св. Варвари. Стеля залу прикрашений сюжетом з міфу про Ізіду, Осіріса і бика Апіса — рідкісна тема в іконографії Ренесансу.

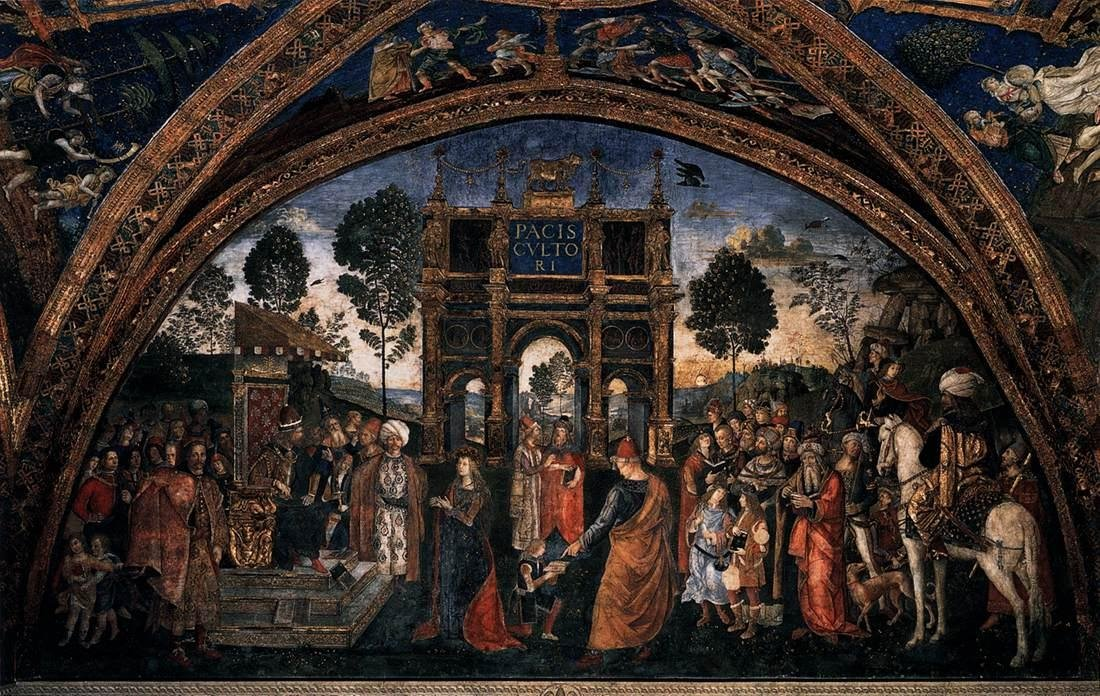
Диспут св. Катерини Александрійскої (з Лукрецією Борджіа)
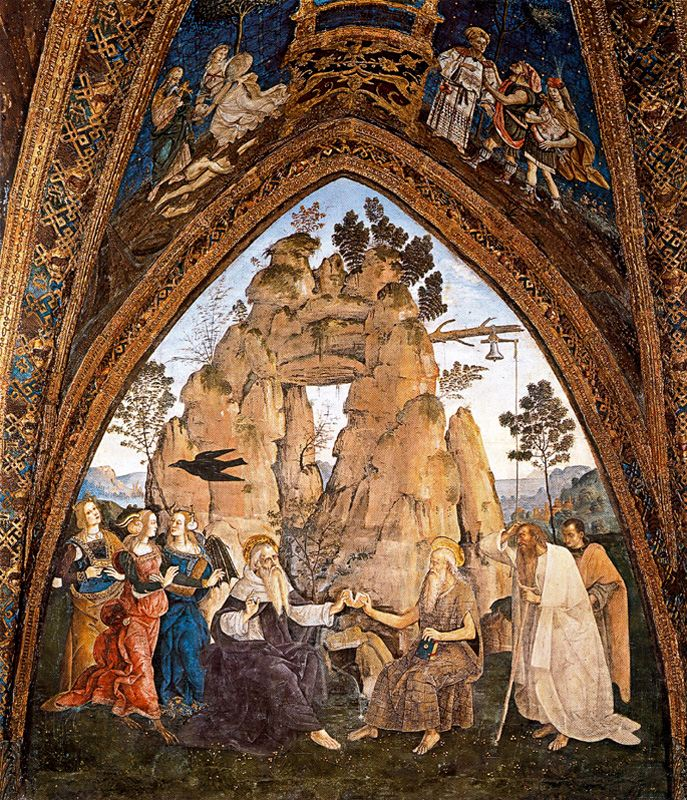
Антоній Великий та пустельник Павло
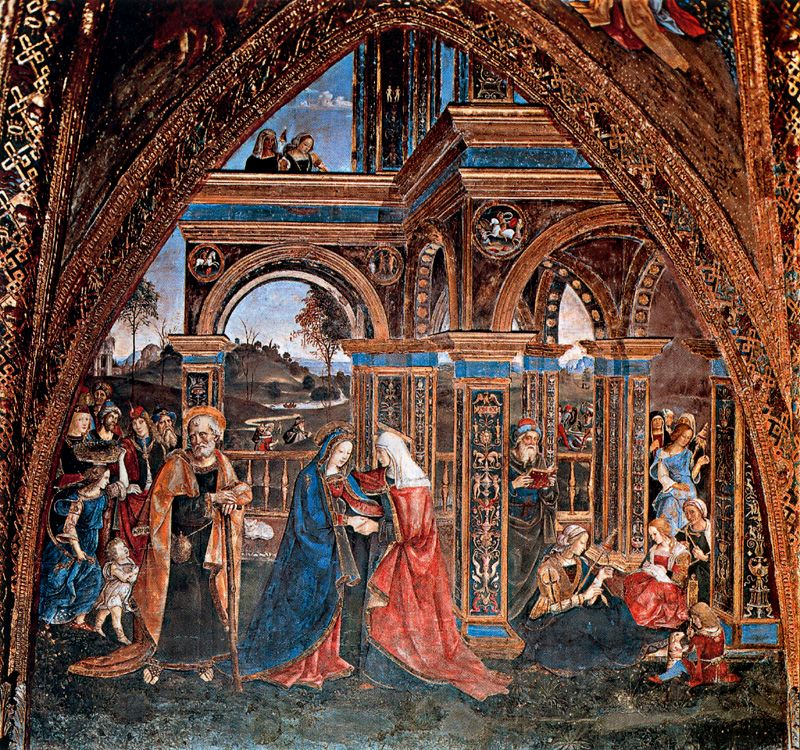
Зустріч Марії та Єлизавети
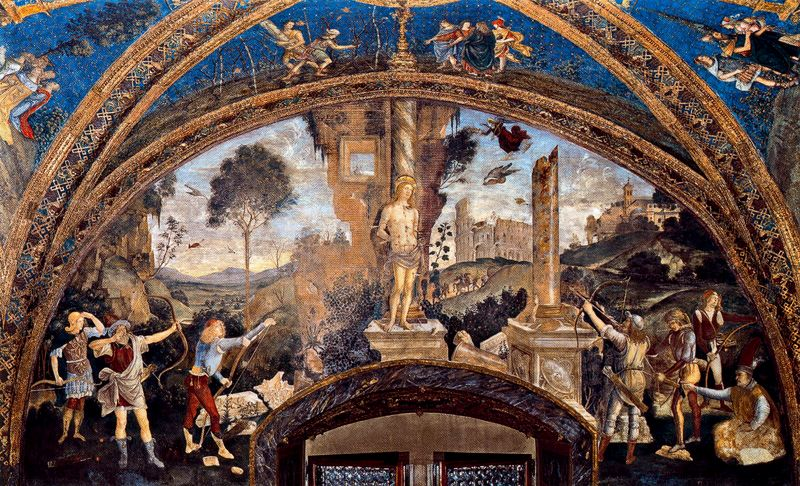
Мучеництво св. Себастьяна
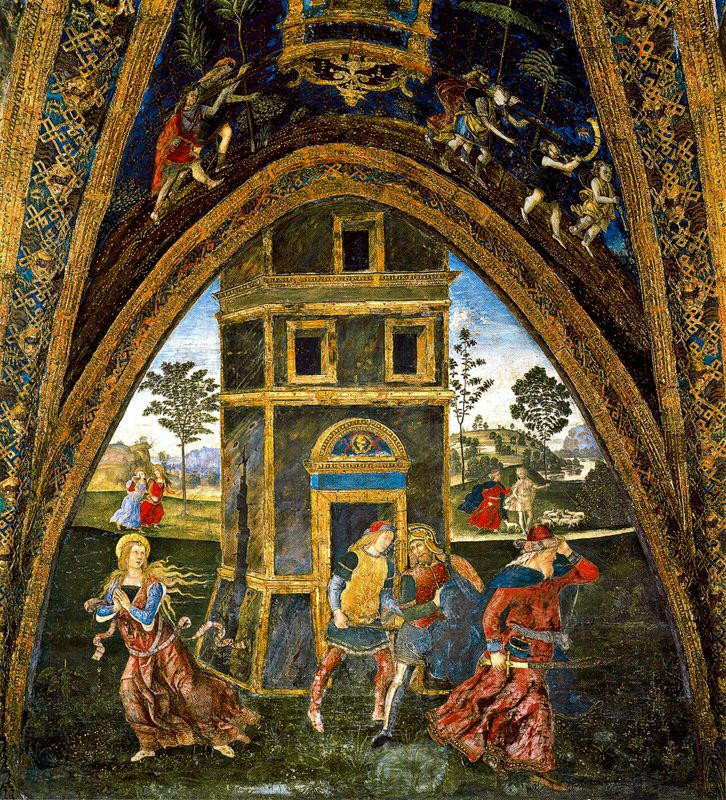
Мучеництво св. Варвари
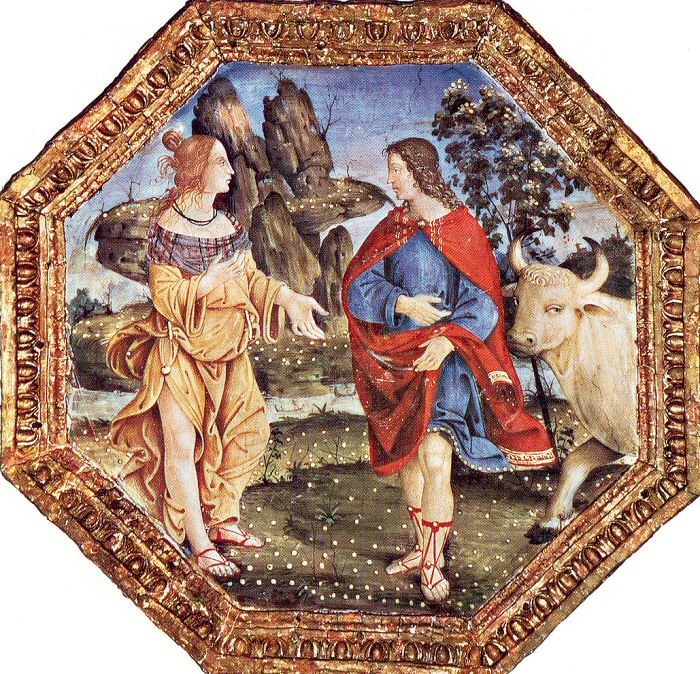
Історія Апіса
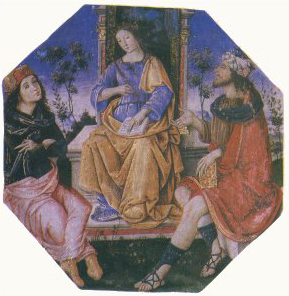
Ісіда, Гермес Трісмегіст та Мойсей

Анфілада кімнат веде до великого і розкішного Залу понтифіків (Sala dei Pontefici), названого так, оскільки раніше його стіни прикрашали портрети пап (не збереглися до наших днів ). Зал був найбільшим приміщенням апартаментів і використовувався для урочистих церемоній.
Зал наук і вільних мистецтв (Sala delle Arti Liberali): Риторика, Граматика, Діалектика, Геометрія, Арифметика, Музика та Астрономія зображені у вигляді дам, в їхньому оточенні діячі мистецтва XV століття: письменника Paolo Cortesi зображено як Цицеронна фресці Риторика; можливо Браманте, схиляючись перед Евклідом, на фресці Геометрія. Цей зал ймовірно був робочим кабінетом пап.  

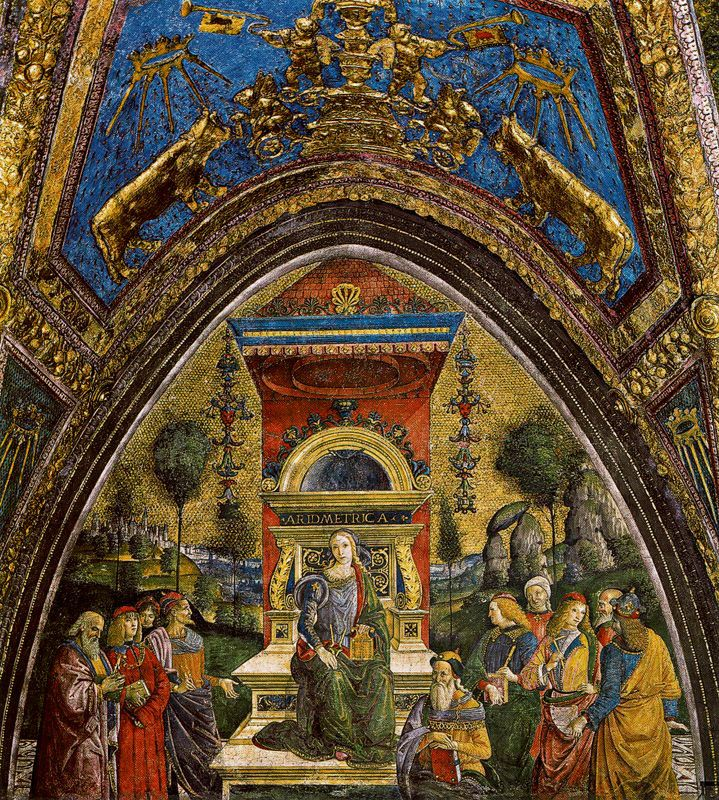
Арифметика
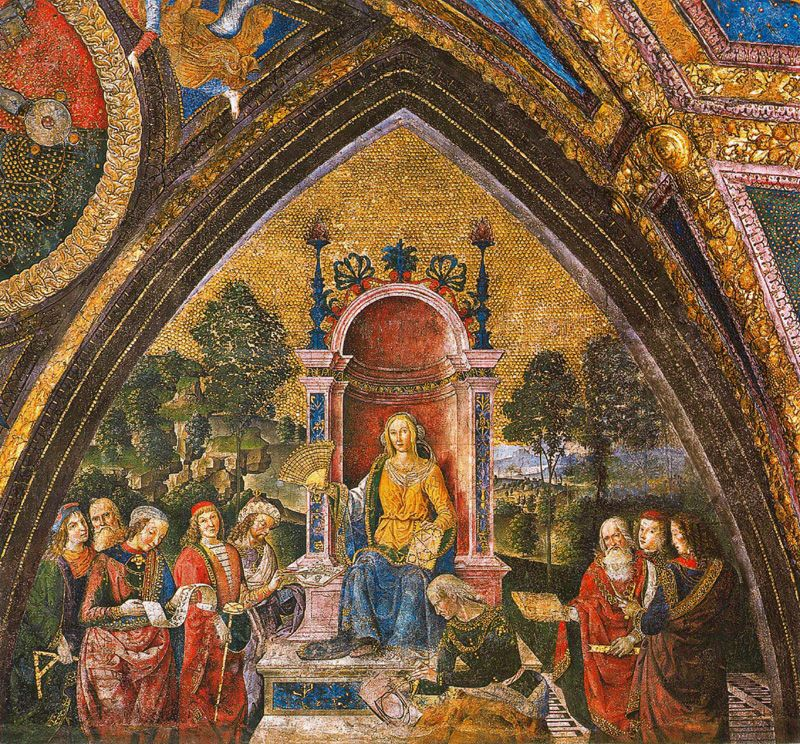
Геометрія
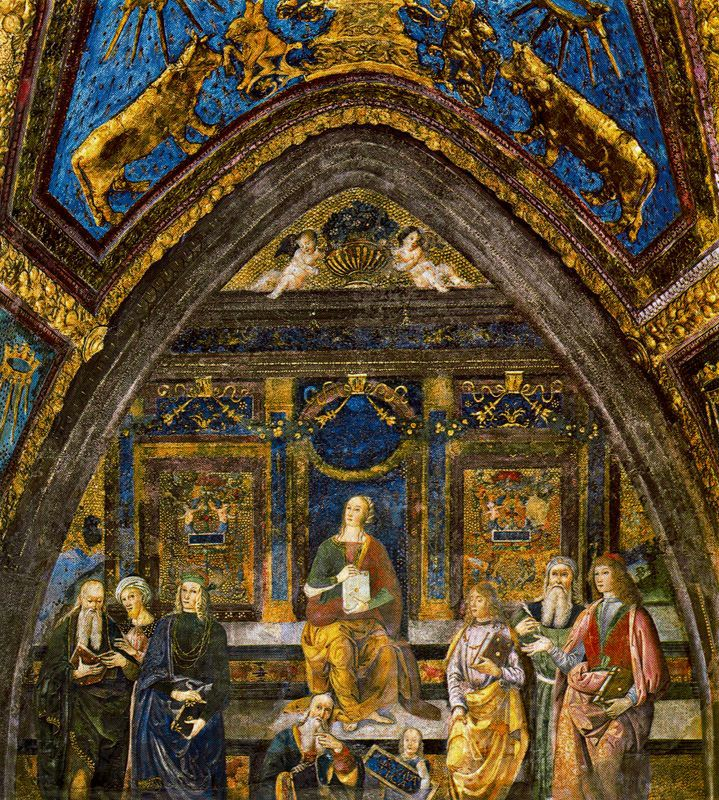
Грамматика
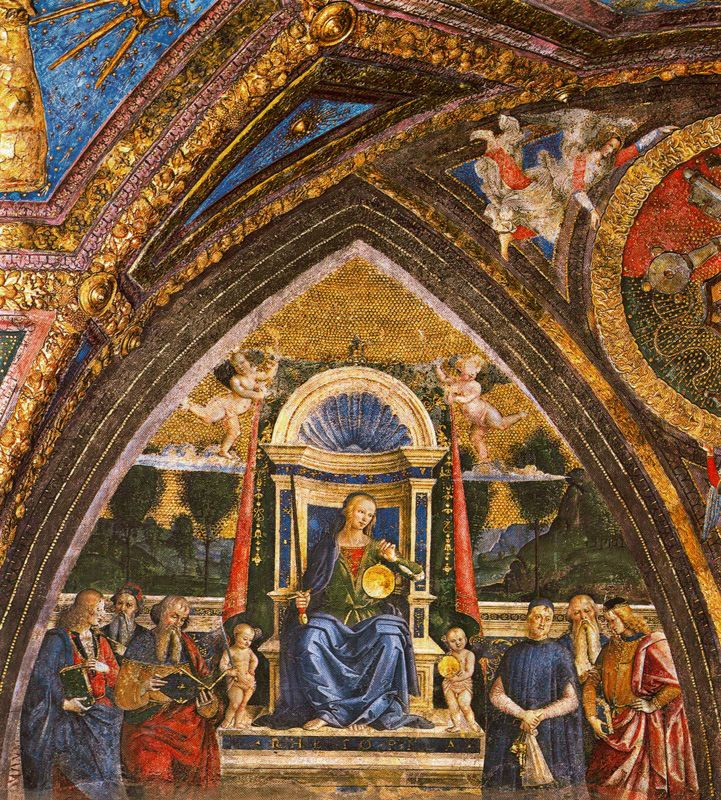
Риторика
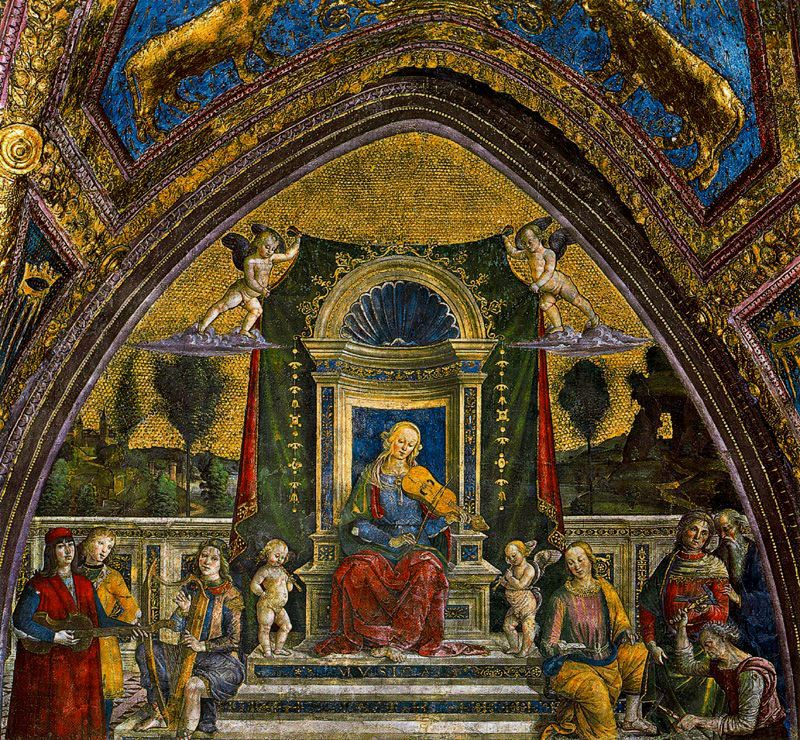
Музика

Зал чудес віри (Sala del Credo): також розташований в Башті Борджіа. Тут знаходяться зображення Давида, Соломона, Єремії, Ісаї, Малахія, Цефанії, Михея, Йоїла, а також свята Єпіфанія, Різдво, Благовіщення, Успіння, Вознесіння, Трійця. Стеля апартаментів була побудована з дерев'яних балок які у 1500 році обрушилися в присутності папи Олександра VI, при цьому загинуло багато людей, сам папа дивом уцілів. 

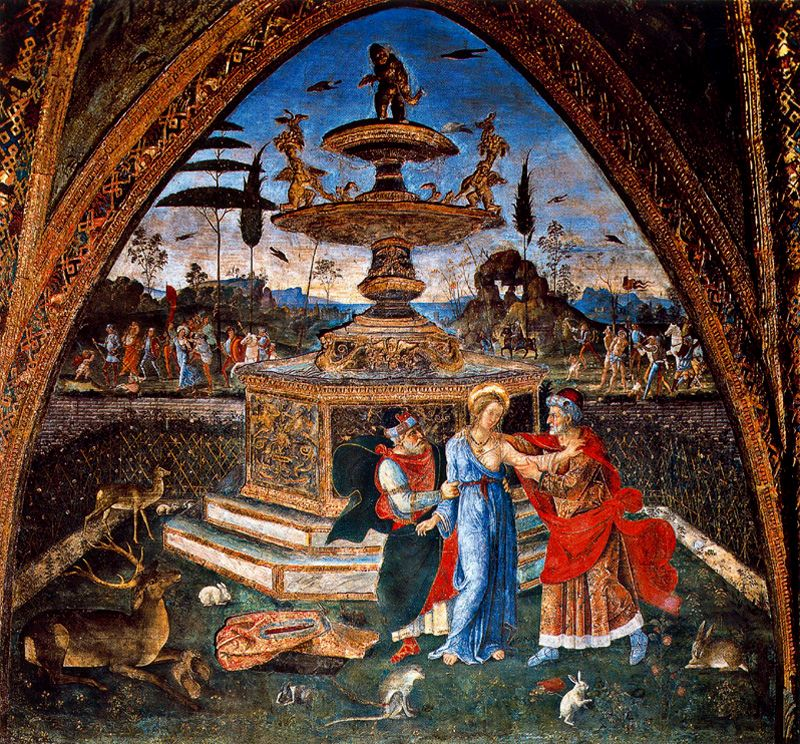
Сусана и старці
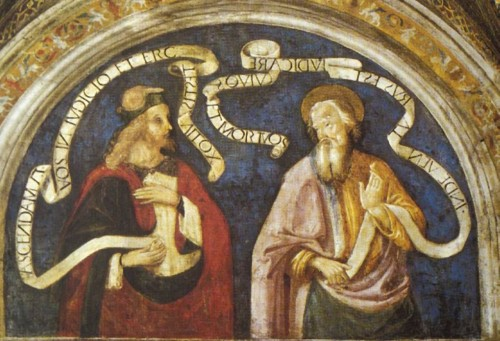
Пророки

До апартаментів Борджіа також відносяться спальня папи і скарбниця. Зараз в апартаментах знаходиться частина колекції сучасного релігійного мистецтва.